# Metacepon pleopodata
Metacepon pleopodata är en kräftdjursart som beskrevs av M. Bourdon och Jan Hendrik Stock 1979. Metacepon pleopodata ingår i släktet Metacepon och familjen Bopyridae. Inga underarter finns listade i Catalogue of Life.